# 토비 슈미츠
토비 슈미츠(영어: Toby Schmitz, 1977년 5월 4일 ~ )는 오스트레일리아의 배우, 극작가이다. 드라마 《검은 해적》에 출연하였다.

## 출연 작품
- 북 위크 (2018)
- Lbf (2011)
- 투명인간 그리프 (2010)
- 쓰리 블라인드 마이스 (2008)
- 마이 라스트 텐 아워스 위드 유 (2007)
- 아찔한 십대 (2004)
- 잔잔한 호수 위의 파문 (2003)

### 텔레비전
- 검은 해적 (2014-17)